# Medycyna (obraz Gustava Klimta)

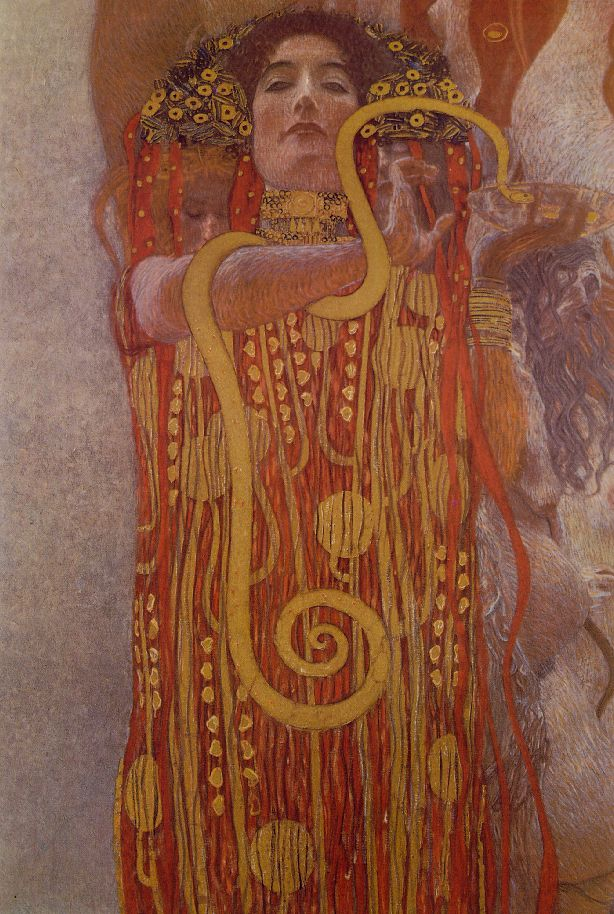
Detal obrazu – postać Higiei

Medycyna (Medizin) – obraz Gustava Klimta powstały na zamówienie władz Uniwersytetu Wiedeńskiego i zaprezentowany publicznie w marcu 1901 roku. Dzieło powstało jako część plafonu mającego zdobić aulę uczelni. W ramach zamówienia miało powstać pięć obrazów, z czego cztery symbolizujące wydziały Uniwersytetu: Filozofia (Philosophie), Medycyna (Medizin), Prawo (Jurisprudenz) i Teologia (Theologie). Autorem Teologii i piątego, środkowego obrazu był Franz Matsch, pozostałych trzech – Klimt.

## Historia obrazu
Medycyna została zaprezentowana na 10. wystawie Secesjonistów w marcu 1901 roku. Podobnie jak wcześniejsza Filozofia, dzieło spotkało się z niezrozumieniem i było ostro krytykowane, przede wszystkim przez lekarzy i władze uniwersyteckie, niezadowolonych z wymowy obrazu. Krytycy sztuki również nisko ocenili obraz, a postawiony zarzut o szerzenie pornografii dotarł do parlamentu.
Trzeci z obrazów Klimta, Prawo, spotkał się z takimi zarzutami, jak poprzednie, a ukończone przez Matscha elementy kompozycji odbiegały stylem od całości. Komitet artystyczny (Artistische Kommission) przy Ministerstwie Edukacji nie zgodził się na umieszczenie obrazów w holu uczelni. Jednym z niewielu akademików, którzy podpisali petycję o pozostawienie dzieł w auli, był przyjaciel Klimta, Emil Zuckerkandl. W 1911 roku Medycyna i Prawo zostały odkupione przez przyjaciela Klimta, Kolomana Mosera. Gdy Moser zmarł podczas epidemii grypy w 1918 roku (podczas której zmarł również Klimt), Medycyna trafiła do Galerii Austriackiej. W 1943 roku obraz został ukryty w zamku Immendorf, gdzie w 1945 roku uległ zniszczeniu w pożarze wznieconym przez SS.
Wojnę przetrwały jedynie niskiej jakości czarno-białe fotografie dzieła, studium kompozycji, szkice i kolorowa reprodukcja elementu obrazu (Higiei).

## Obraz
Kompozycja składała się z kolumny nagich ciał po prawej stronie i pojedynczej postaci nagiej kobiety, unoszącej się swobodnie w przestrzeni, symbolizującej Życie. Do przodu od stóp kobiety widać nowonarodzone niemowlę. W środku kolumny ludzkich ciał („rzeki życia”) znajduje się szkielet, symbolizujący Śmierć. Na dole obrazu stoi zwrócona twarzą ku widzowi Higieja, z wężem Eskulapa na ramionach i kielichem wody ze źródeł niepamięci (Lete) w wyciągniętej ręce.